# Belu Zilber
Belu Zilber (n. Herbert Zilber, 14 octombrie 1901, Târgu Frumos – d. martie 1978, București), cunoscut și sub numele Andrei Șerbulescu, a fost un comunist român ilegalist, prieten cu Mircea Eliade, Emil Cioran, și  apropiat al lui Lucrețiu Pătrășcanu.

## Viața până la 23 august 1944
În 1918 a fost exmatriculat din toate școlile din țară pentru participarea la demonstrația din 13 decembrie a muncitorilor tipografi. Și-a continuat liceul la Paris. A frecventat cursurile politehnicii din Grenoble, fără însă a-și termina studiile. A revenit în România în 1922, unde a pretins că are diplomă de inginer. Conform propriei mărturii, a devenit spion sovietic în 1928, în timpul unei șederi scurte în Viena, unde se afla conducerea PCR, la cererea lui David Fabian, membru al Biroului Politic.
La București a dus o viață de societate foarte intensă, participând la evenimentele sociale ale burgheziei moderate, ale artiștilor și politicienilor progresiști și chiar extremiști. A fost salariat al Ministerului de Război în calitate de expert.
A fost descoperit ca spion și judecat de Tribunalul Militar într-un proces care a avut loc în lunile aprilie-iunie 1931 (Procesul spionajului sovietic). Au fost inculpate, în conformitate cu noua Lege nr. 8/1930, 36 de persoane cu vârste între 25 și 35 de ani. Alte 20 au reușit să dispară, scăpând de arestare. S-au dat pedepse de la 5 la 20 de ani de închisoare, în unele cazuri cu muncă silnică, pentru trădare de țară și spionaj. Zilber a fost rejudecat și achitat în 1933, datorită faptului că devenise informator ocazional al serviciului Siguranța statului.
Zilber a activat la Institutul de Conjunctură Mondială, condus de Virgil Madgearu, unde a devenit conducător de fapt. A publicat articole de economie și sociologie în Independența economică, Viața românească, Cuvântul liber, Era nouă, precum și în alte periodice de stânga. În același timp, a făcut parte din asociația Criterion, grup care reunea intelectuali cu orientări politice și filosofice diferite.
În 1940, în urma aplicării legislației rasiale, a fost înlăturat din postul avut la institut. În cel de-al doilea război mondial a fost delegat al Ajutorului Roșu și, pentru Lucrețiu Pătrășcanu, persoana de legătură cu PCR.
În aprilie 1944, Zilber a strâns semnături pe un memoriu al intelectualilor adresat lui Antonescu, în care se cerea ieșirea României din război. În iulie și la începutul lui august 1944, la ordinul liderilor PCR Bodnaraș, Pârvulescu și Rangheț, Zilber s-a ocupat de evadarea comuniștilor aflați în detenție în închisoarea din Caransebeș, însă acțiunea a fost amânată pentru a se preîntâmpina înăsprirea pazei închisorilor și eșecul evadării preconizate în una din lunile următoare a lui Gheorghe Gheorghiu-Dej, deținut în lagărul de la Târgu Jiu.
Belu Zilber a participat activ la răsturnarea regimului lui Ion Antonescu. Textul proclamației regale citită la radio în seara zilei de 23 august 1944 a fost scris de Zilber și vizat de Pătrășcanu.

## Rolul jucat după 23 august 1944
După înlăturarea regimului antonescian, Zilber a devenit director al Institutului de Conjunctură și profesor universitar titular al catedrei de economie politică a Universității București, după ce a obținut titlul de doctor în filosofie. În 1945 își luase licența în filosofie la Universitatea din București și și-a susținut apoi teza de doctorat cu tema Imperialismul unor țări înapoiate.
În martie 1945 Herbert Zilber a făcut o cerere către Ministerul Justiției pentru schimbarea numelui Zilber în acela de Serbulescu, spre a se numi Herbert Serbulescu.
S-a căsătorit cu Ana Naum (Nuțu Fuxman). A devenit director la CEC. Zilber a fost reactivat ca spion sovietic de Petru Gonceariuc, adjunctul lui Emil Bodnăraș, conducătorul serviciului special al guvernului. Sarcina lui Zilber era iscodirea diplomaților, militarilor și ziariștilor englezi și americani acreditați la București. Și de această dată Zilber a jucat un joc dublu: nu și-a informat pe deplin superiorii sovietici despre convorbirile sale și, mai mult, a cerut americanilor să sprijine comerțul liber, alegeri libere și presa liberă în Europa de est.
În 1946 a vizitat URSS și a fost decepționat de „realizările” socialismului. În perioada august-noiembrie 1946, era membru în delegația de stat a României care a participat la negocierile privind încheierea tratatelor de pace de la Paris, care au avut loc după terminarea celui de-al Doilea Război Mondial. În timpul șederii la Paris, a izbucnit un scandal de proporții, întrucât în ziarul New York Times a fost publicat un articol despre situația economică din România, cu date secrete precise, iar firele deconspirării au dus la Belu Zilber. După întoarcerea în România, Zilber nu a putut dovedi neimplicarea sa în afacere. Peste câteva luni, la 7 februarie 1947, a fost arestat de SSI.
După ce a fost bătut în beciurile Siguranței statului, a acceptat să fie martor al acuzării împotriva prietenului său, Lucrețiu Pătrășcanu (arestat și el în 1948 și condamnat la moarte în 1954). Zilber a fost condamnat la închisoare pe viață și eliberat în 1964.
În 1963, filosoful și activistul britanic Bertrand Russell a cerut, într-o scrisoare adresată premierului de atunci Ion Gheorghe Maurer, eliberarea din detenție a lui Belu Zilber. A fost eliberat (din închisoarea din Aiud) independent de această cerere, un an mai târziu, împreună cu alți deținuți politici, cu ocazia amnistiei generale.
I s-a oferit pensie, apartament și invitația de a colabora în presă.
Regimul nou-instalat al lui Ceaușescu l-a folosit ca martor, de data aceasta pentru reabilitarea lui Pătrășcanu.

Belu Zilber la maturitate

A început să-și scrie memoriile, dar nu s-a putut abține să nu divulge amănunte despre conținutul lor critic la adresa comuniștilor. În mai 1970, în casa lui Zilber au pătruns prin efracție lucrători ai Securității deghizați ca hoți de drept comun, iar manuscrisul cu memoriile a dispărut.
Și-a câștigat existența dând meditații de matematică. A murit în martie 1978.
Editura Humanitas i-a publicat manuscrisul întitulat Monarhia de drept dialectic, o necruțătoare analiză a marxism-leninismului în varianta sa românească, profund originală.